# Низам (алмаз)
Алмаз «Низам» — утраченный алмаз. Предполагается, что камень был найден в районе Голконды в шахте Коллур после 1835 года. Вес ограненного камня составлял 277 карат (55 г). Алмаз обладал, судя по изображениям, примитивной огранкой миндалевидной формы и имел изначальный вес 340 карат (68 г).

## История
Камень, по-видимому, принадлежал низаму Хайдарабада; есть сведения, что камень был разбит во время Восстания сипаев в 1857 году.